# Stuart (Floride)
Pour les articles homonymes, voir Stuart.
La ville de Stuart est le siège du comté de Martin, situé dans l’État de Floride, aux États-Unis. Sa population s’élevait à 15 593 habitants lors du recensement de 2010, estimée à 16 623 habitants en 2016.

## Démographie
| 1920 | 1930  | 1940  | 1950  | 1960  | 1970  |
| ---- | ----- | ----- | ----- | ----- | ----- |
| 778  | 1 924 | 2 438 | 2 912 | 4 791 | 4 820 |

| 1980  | 1990   | 2000   | 2010   | - | - |
| ----- | ------ | ------ | ------ | - | - |
| 9 467 | 11 936 | 14 633 | 15 593 | - | - |

## Source
- (en) Cet article est partiellement ou en totalité issu de l’article de Wikipédia en anglais intitulé « Stuart, Florida » (voir la liste des auteurs).